# Agrovoltaica

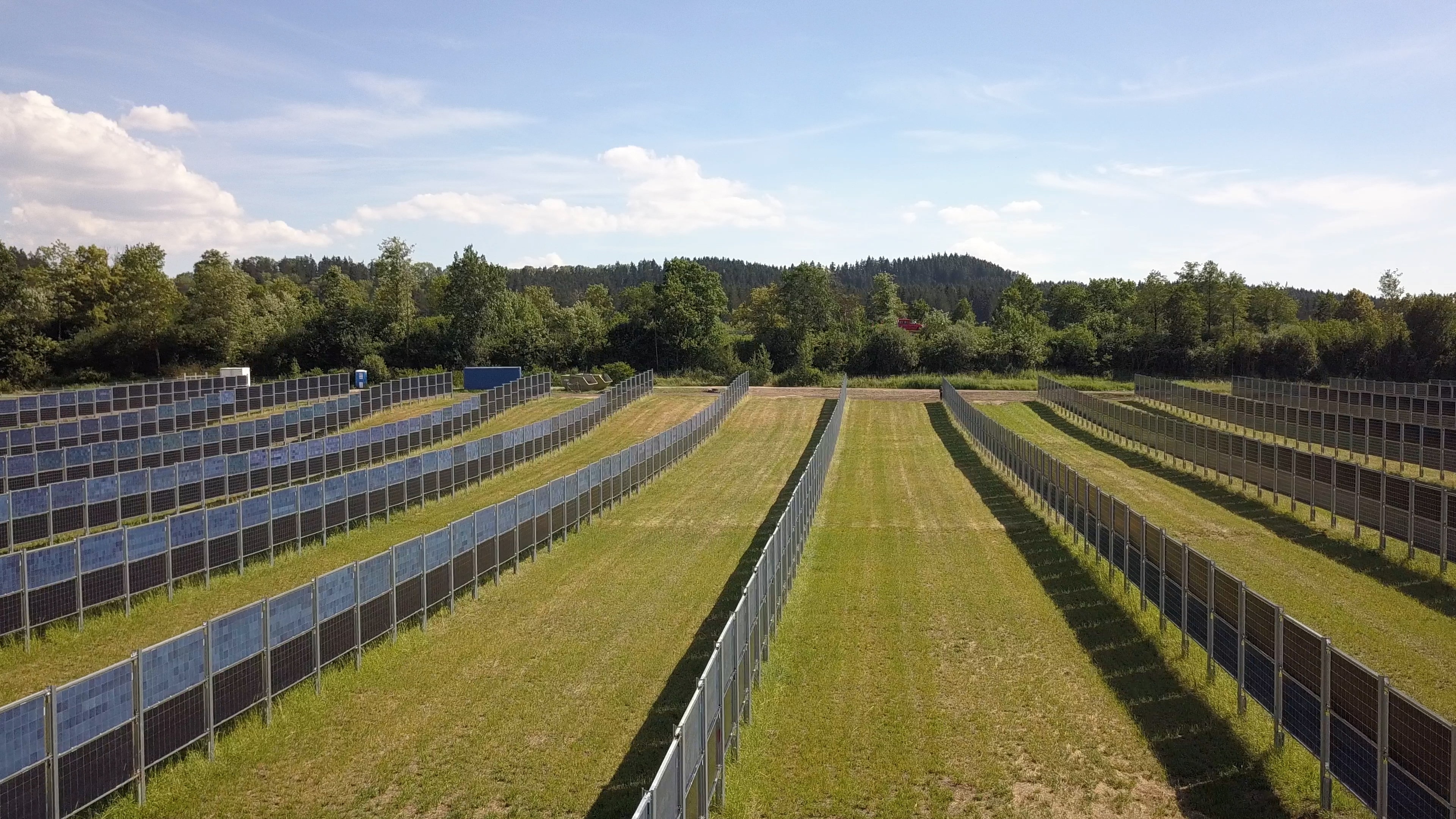
Paneles solares verticales, orientación de este a oeste, con módulos bifaciales cerca de Donaueschingen, Alemania.

La agrivoltaica (agrofotovoltaica o agrisolar) es el uso dual de la tierra para la producción de energía solar y la agricultura.La técnica fue concebida por Adolf Goetzberger y Armin Zastrow en 1981.  Muchas actividades agrícolas pueden combinarse con la solar, incluidos cultivos vegetales, ganado, invernaderos y plantas silvestres para apoyar a los polinizadores. 
Los paneles solares bloquean la luz, lo que significa que el diseño de los sistemas de doble uso puede requerir compromisos entre optimizar el rendimiento de los cultivos, la calidad de los cultivos y la producción de energía. Algunos cultivos y ganado se benefician de la mayor sombra, reduciendo o incluso eliminando este compromiso. 

## Definición

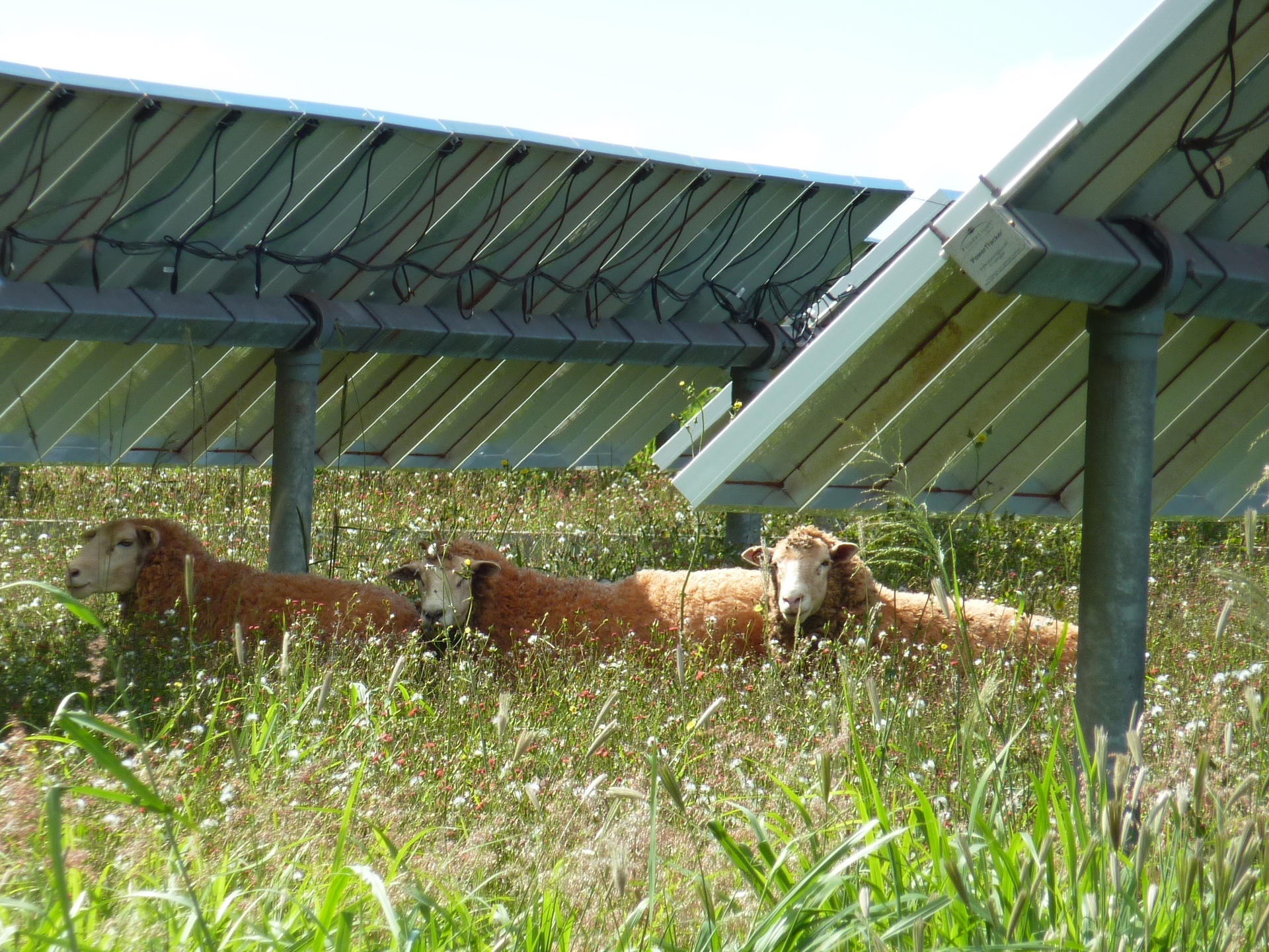
Ovejas bajo paneles solares en Lanai, Hawaii

Las prácticas agrovoltaicas y la legislación relacionada difieren según el país. En Europa y Asia, donde se originó el concepto, la "agrivoltaica" se refiere a una tecnología que combina el uso agrícola con la generación de energía solar. Generalmente, esto implica la instalación de paneles solares elevados unos cinco metros del suelo mediante estructuras de soporte o cables, lo que permite el acceso de maquinaria agrícola. Otra modalidad consiste en colocar los paneles solares sobre los techos de los invernaderos, , aprovechando ambos espacios de manera eficiente.
Para 2019, algunos autores habían comenzado a usar el término agrivoltaica de manera más amplia, para incluir cualquier actividad agrícola entre los conjuntos solares, incluidos los conjuntos solares convencionales que no fueron diseñados originalmente para doble uso. Como ejemplo, las ovejas pueden pastar entre paneles solares convencionales sin ninguna modificación. Del mismo modo, algunos conciben la agrivoltaica tan ampliamente como para incluir la mera instalación de paneles solares en los techos de graneros o cobertizos para ganado.

## Diseños de sistemas
Los tres tipos básicos son: 
- Paneles y cultivos intercalados

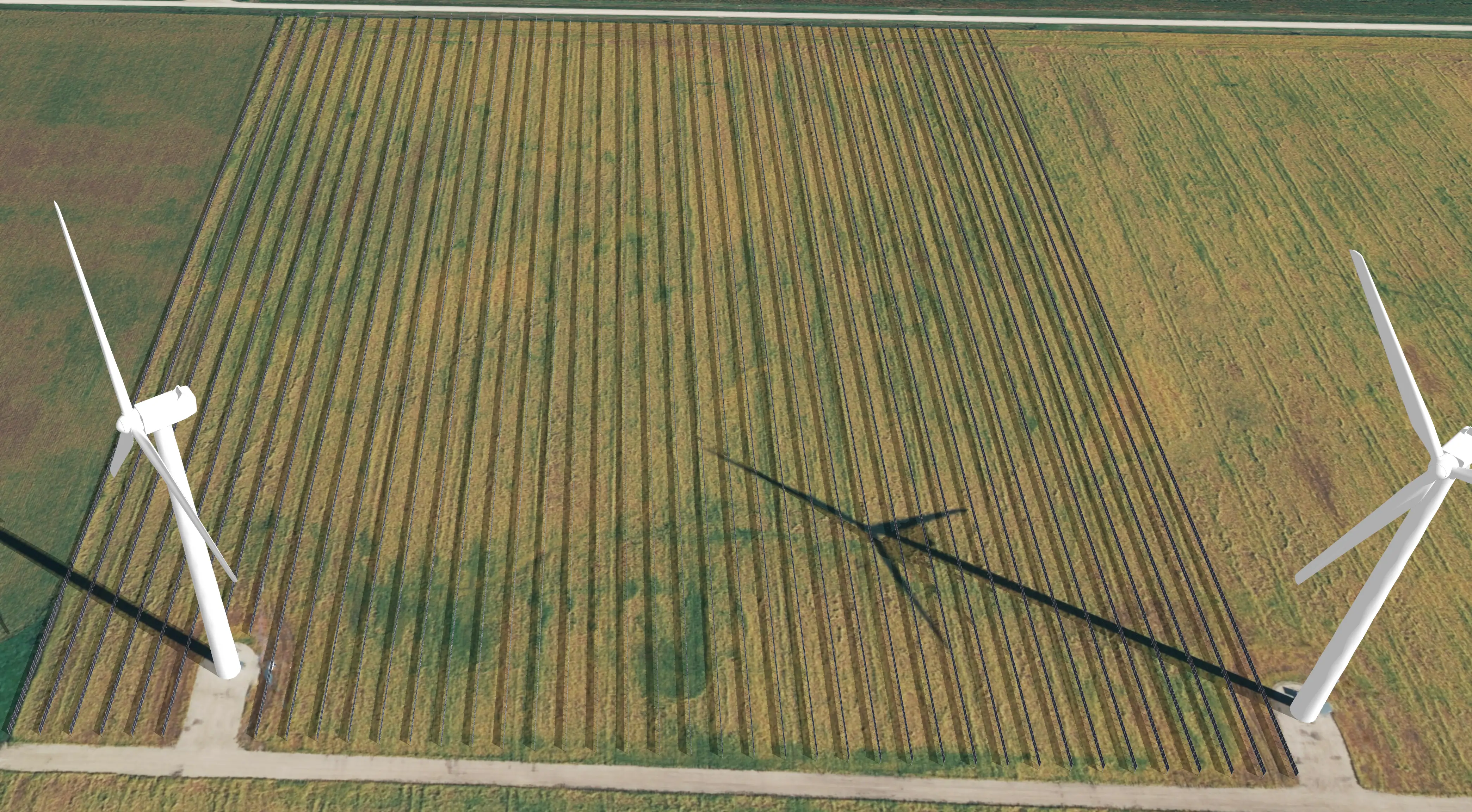
Boceto 3D de paneles solares bifaciales verticales en un campo agrícola.

- Paneles elevadas por encima de cultivos/ganado
- Paneles en invernaderos

Todos los sistemas tienen varias variables utilizadas para maximizar la energía solar absorbida tanto en los paneles como en los cultivos. Lo que se tiene en cuentaprincipalmente en este tipo de sistemas es el ángulo de inclinación de los paneles solares. Otras variables consideradas para elegir la ubicación del sistema agrivoltaico son los cultivos elegidos, la altura de los paneles, la irradiancia solar y el clima del área. 
En su primera publicación de 1982, Goetzberger y Zastrow publicaron una serie de ideas acerca de como optimizar las instalaciones agrovoltaicas. 
- Orientación de los paneles solares al sur para paneles fijos o este-oeste para paneles que giran sobre un eje.
- espaciamiento entre paneles solares para una transmisión suficiente de luz a los cultivos del suelo,
- Elevación de la estructura portante de los paneles solares para homogeneizar las cantidades de radiación en el suelo.

Las instalaciones experimentales a menudo tienen una zona de control agrícola para estudiar los efectos del dispositivo agrivoltaico en el desarrollo de los cultivos.

### Paneles solares fijos sobre cultivos

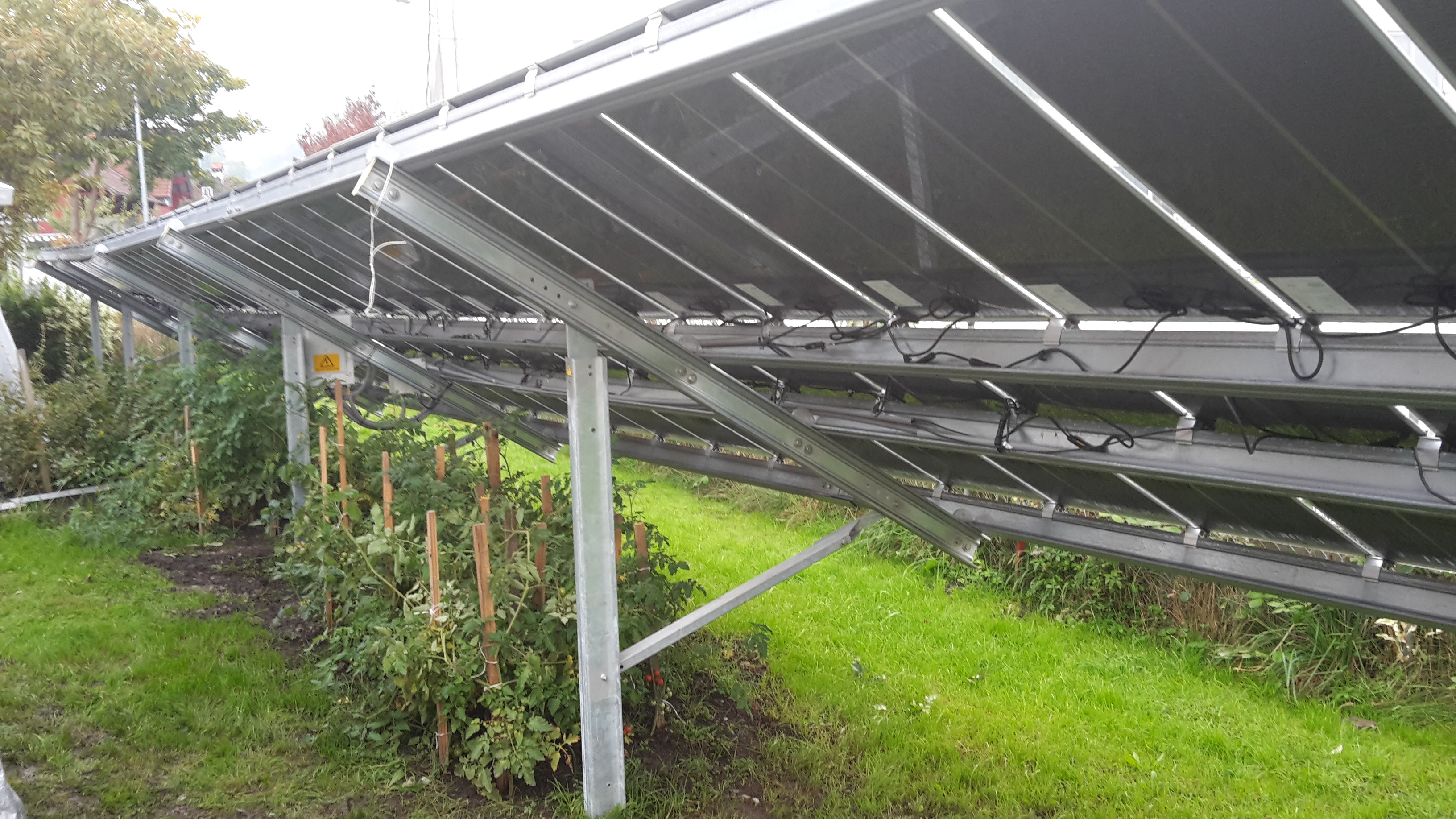
Tomates bajo paneles solares en Dornbirn, Austria

Los sistemas convencionales instalan paneles solares fijos en invernaderos agrícolas,  encima de cultivos o entre ellos. Es posible optimizar la instalación modificando la densidad de paneles solares o la inclinación de los paneles. 

### Sistemas verticales
Se han desarrollado sistemas agrovoltaicos montados verticalmente con sistemas de módulos fotovoltaicos bifaciales. La mayoría de las cercas agrícolas se pueden utilizar para sistemas agrovoltaicos verticales.  En general, al menos un módulo fotovoltaico entre postes es aceptable para la mayoría de las cercas por $0,035/kWh para su instalación en cercas existentes en los EE. UU.; aunque el rendimiento de un sistema fotovoltaico vertical es solo del 76 % orientado al sur, los ahorros en los costos de instalación permiten que la agrovoltaica modernizada de cercas produzca a menudo electricidad con un costo nivelado más bajo.  En el caso de los sistemas fotovoltaicos de cercas, los microinversores tuvieron un mejor rendimiento cuando la longitud de la cerca de cruce era inferior a 30 m o cuando el sistema era pequeño, mientras que los inversores de cadena fueron una mejor opción para cercas más largas.  Los resultados de la simulación muestran que la distancia entre las filas de estructuras de módulos fotovoltaicos bifaciales afecta significativamente la distribución de la radiación fotosintéticamente activa.  Next2Sun ha comercializado sistemas agrovoltaicos verticales en Europa. 

### Sistemas integrados
Existe sistemas autónomos que utilizan un hidrogel que puede funcionar como un generador de agua atmosférica, absorbiendo vapor de agua (normalmente de noche) para producir agua dulce para regar cultivos que pueden quedar encerrados debajo del panel (alternativamente, puede enfriar el panel).  

### Agrovoltaica dinámica
El sistema más básico y antiguo fue desarrollado en Japón, utilizando paneles solares montados sobre tubos delgados sin la necesidad de cimientos de hormigón. Este diseño, ligero y desmontable, permite que los paneles se ajusten o muevan manualmente según las estaciones mientras se realizan las labores agrícolas. Además, se deja un espacio considerable entre los paneles para minimizar la resistencia al viento. 
Algunos diseños más recientes utilizan un sistema de seguimiento para optimizar automáticamente la posición de los paneles y mejorar la producción agrícola. 
En 2004, Günter Czaloun propuso un sistema fotovoltaico de seguimiento equipado con un bastidor de cuerdas, permitiendo orientar los paneles para optimizar la generación de energía o proporcionar sombra a los cultivos cuando sea necesario. El primer prototipo fue construido en Austria en 2007.  La empresa REM TEC ha implementado plantas con sistemas de seguimiento de dos ejes en Italia y China, además de haber desarrollado una versión adaptada para invernaderos agrícolas.
En Francia, las compañías Sun'R y Agrivolta están desarrollando sistemas de seguimiento con un solo eje. Estos sistemas se ajustan a las necesidades de las plantas. El sistema de Sun'R opera en un eje este-oeste, apoyándose en modelos de crecimiento de plantas, pronósticos meteorológicos y software de optimización. Agrivolta, por su parte, utiliza paneles orientados al sur que pueden retirarse mediante un mecanismo deslizante. Además, una empresa japonesa ha creado un sistema de seguimiento solar adaptable. 
En Suiza, la empresa Insolight está trabajando en el desarrollo de módulos solares translúcidos con un sistema de seguimiento integrado que permite que los paneles permanezcan fijos. El diseño incorpora lentes que concentran la luz en las células solares y un sistema de transmisión de luz adaptable para ajustar la cantidad de luz que llega a los cultivos según las necesidades agrícolas.  Por otro lado, la empresa Artigianfer ha creado un invernadero fotovoltaico con paneles solares montados sobre persianas móviles que siguen el sol a lo largo de un eje este-oeste.

En 2015, Wen Liu, de la Universidad de Ciencia y Tecnología de Hefei en China, presentó un concepto innovador de agrivoltaica: paneles de vidrio curvados recubiertos con una película de polímero que filtra selectivamente las longitudes de onda azul y roja, necesarias para la fotosíntesis, mientras que refleja las demás. Estos paneles están equipados con un sistema de seguimiento dual, y sus efectos de sombra pueden ser ajustados para permitir que solo las longitudes de onda útiles lleguen a los cultivos, eliminando las demás. Este enfoque ha ganado varios premios, incluyendo el R&D100 en 2017.  El principal reto de estos sistemas es encontrar un equilibrio entre la producción de energía y las necesidades agrícolas, lo cual exige un profundo conocimiento agronómico. La mayoría de estos dispositivos son experimentales y se desarrollan en colaboración con centros de investigación.

### Invernaderos con módulos solares espectralmente selectivos
Las nuevas tecnologías fotovoltaicas emergentes, que permiten el paso de las longitudes de onda necesarias para el crecimiento de las plantas pero aprovechan otras para generar electricidad, podrían tener un lugar importante en los invernaderos en el futuro. Ya existen algunos prototipos que implementan estas soluciones. Los paneles fotovoltaicos "semipransparentes", por ejemplo, maximizan el espacio en los invernaderos al permitir la producción de energía y el crecimiento de cultivos simultáneamente. Estos paneles, que siguen el movimiento del sol en un eje este-oeste, ayudan a evitar la sobreexposición solar en los cultivos, proporcionando sombra adecuada mientras generan electricidad. 

### Pastoreo solar
Una de las aplicaciones más sencillas de la sinergia entre la agricultura y la energía solar es permitir que animales como ovejas y vacas pasten bajo los paneles solares. Las ovejas ayudan a controlar la vegetación que de otro modo podría bloquear la luz solar de los paneles. Además, su trabajo es más delicado que el realizado por las cortadoras de césped, lo que les permite evitar dañar la infraestructura. A cambio, los animales obtienen forraje y un espacio para descansar, reduciendo los costos de mantenimiento del terreno. Algunos sistemas experimentales de agrivoltaica han demostrado que las ovejas pastando bajo paneles solares pueden incluso mejorar la calidad del forraje, ofreciendo un valor añadido a esta práctica. El pastoreo solar, en particular, ha ganado popularidad en EE. UU., donde se ha creado una organización específica para apoyarlo. 

## Efectos
Los paneles solares  pueden afectar a los cultivos, al quitar y espacio, pero también afectan a los cultivos y a la tierra que cubren de otras maneras.Entre los impactos potenciales se destacan aquellos relacionados con el agua y el calor.
En climas de latitudes más al norte, se prevé que la agrovoltaica altere el microclima de los cultivos, con efectos tanto positivos como negativos. Por un lado, podría incrementar la humedad, lo que favorece el desarrollo de enfermedades y el uso de pesticidas, pero también amortigua las fluctuaciones de temperatura, mejorando así los rendimientos. En regiones con precipitaciones bajas o variables, donde las temperaturas son más inestables y el agua para riego escasea, la tecnología agrovoltaica podría estabilizar el microclima y favorecer la retención de humedad en el suelo 

### Agua
En experimentos realizados sobre cultivos tolerantes a la sombra, como pepinos y lechugas, bajo paneles solares en California, se observó una reducción del 14 % al 29 % en la evaporación del agua en terrenos de riego, y una investigación similar en el desierto de Arizona demostró un ahorro de agua del 50 % para ciertos cultivos. 

### Calor
Un estudio sobre el impacto de los paneles solares en la temperatura del suelo, el aire y los cultivos reveló que, aunque la temperatura del aire se mantuvo estable bajo los paneles, el suelo y las plantas experimentaron temperaturas más bajas, lo que contribuyó a un entorno de crecimiento más favorable. 